# Gare du Coudret
La gare du Coudret, officiellement arrêt facultatif du Coudret est un ancien arrêt situé sur la ligne de Saint-Jean-d'Angély à Cognac sur la commune de Cherves en Charente. 
C'était une gare ouverte uniquement aux voyageurs. Elle ferme définitivement le 31 décembre 1950 lors de la fermeture de la ligne. 

## Situation ferroviaire
L'arrêt facultatif du Coudret est un arrêt situé au niveau du hameau du Coudret. Entre son ouverture et les années 1930 (date d'ouverture de l'arrêt de Fontenille), il s'agissait du dernier arrêt avant l'entrée de la ligne dans Cognac pour les trains en provenance de Saint-Jean-d'Angély. 
L'arrêt est situé entre et la gare de Cherves et l'arrêt de Fontenille, au point kilométrique (PK) 38,6 de la ligne.

## Histoire
L'arrêt a une histoire comparable à celui de La Tâche, les deux ont en effet ouvert sensiblement à la même période (si la date d'ouverture de l'arrêt de La Tâche est 1909, la date d'ouverture du Coudret est un peu plus vague ne disposant pas d'une documentation suffisante pour la déterminer avec exactitude). Néanmoins, on peut affirmer que l'arrêt fut ouvert entre 1899 et 1912 du fait de son absence sur les horaires de 1899 mais de sa présence sur ceux de 1912. 
Il fut réalisé après demande insistante des habitants du Coudret et du Conseil Municipal de Cherves. La gare est un arrêt facultatif : les trains ne s'y arrêtaient que s'il y avait du monde à prendre ou à laisser. Il n'y avait pas de présence de personnel à la gare. L'arrêt n'était pas non plus pourvu de quai, sa réalisation aurait été trop onéreuse. En revanche, l'arrêt possédait un abri disposant d'un banc. L'abri est construit selon les normes des CFD, il est donc fort probable qu'il ait été équipé des mêmes aménagements que l'arrêt de La Tâche, à savoir : présence des horaires et d'un indicateur de direction.
L'arrêt ferme le soir du 31 décembre 1950, après le passage du dernier train de la ligne.

## Service des voyageurs
La gare est fermée, les trains desservant cet arrêt effectuait des missions entre Cognac et Saint-Jean-d'Angély. En 2021, la gare ouverte la plus proche est celle de Cognac, desservie par des TER reliant Angoulême à Saintes. 

## Patrimoine ferroviaire
À la fermeture de la ligne, le bâtiment a été détruit et la voie ferrée a laissé place à une ligne à moyenne tension. Il ne reste aujourd'hui plus aucune trace de l'abri voyageurs. Cependant, l'arrêt a laissé sa trace dans la toponymie locale car le nom du lieu-dit à cet endroit est « La Gare ».